# IC 1892
IC 1892 هو اصطدام مجري، يقع في كوكبة النهر. اكتشف في 22 يناير 1900 .

## روابط خارجية
- IC 1892 على موقع ويكي سكاي: DSS2, SDSS, GALEX, IRAS, Hydrogen α, X-Ray, Astrophoto, Sky Map, Articles and images